# Miami Open
Miami Open – doroczny turniej tenisowy rozgrywany w Miami na Florydzie; do 2018 roku na obiektach Tennis Center at Crandon Park w Key Biscayne, a następnie na obiektach Hard Rock Stadium w Miami Gardens. Jest częścią cyklu ATP Tour o kategorii ATP Tour Masters 1000 w rozgrywkach męskich i turniejem z cyklu WTA Tour o kategorii WTA 1000 w zawodach damskich.
Od 1985 roku turniej nosił nazwę Lipton International Players Championships. W 2000 roku, ze względu na zmianę sponsora, nazwę przekierowano na Ericsson Open. Od 2002 roku oficjalnie nazywany NASDAQ-100 Open. W 2006 roku nastąpiła kolejna zmiana nazwy na Sony Ericsson Open. Począwszy od 2013 roku zawody nosiły nazwę Sony Open Tennis. Od 2015 roku oficjalna nazwa turnieju brzmiała Miami Open presented by Itaú.

## Mecze finałowe

### Gra pojedyncza mężczyzn
| Rok  | Mistrz                                       | Finalista                                    | Wynik                                        |
| 2025 | Jakub Menšík                                 | Novak Đoković                                | 7:6(4), 7:6(4)                               |
| 2024 | Jannik Sinner                                | Grigor Dimitrow                              | 6:3, 6:1                                     |
| 2023 | Daniił Miedwiediew                           | Jannik Sinner                                | 7:5, 6:3                                     |
| 2022 | Carlos Alcaraz                               | Casper Ruud                                  | 7:5, 6:4                                     |
| 2021 | Hubert Hurkacz                               | Jannik Sinner                                | 7:6(4), 6:4                                  |
| 2020 | Turniej anulowano z powodu pandemii COVID-19 | Turniej anulowano z powodu pandemii COVID-19 | Turniej anulowano z powodu pandemii COVID-19 |
| 2019 | Roger Federer                                | John Isner                                   | 6:1, 6:4,                                    |
| 2018 | John Isner                                   | Alexander Zverev                             | 6:7(4), 6:4, 6:4                             |
| 2017 | Roger Federer                                | Rafael Nadal                                 | 6:3, 6:4                                     |
| 2016 | Novak Đoković                                | Kei Nishikori                                | 6:3, 6:3                                     |
| 2015 | Novak Đoković                                | Andy Murray                                  | 7:6(3), 4:6, 6:0                             |
| 2014 | Novak Đoković                                | Rafael Nadal                                 | 6:3, 6:3                                     |
| 2013 | Andy Murray                                  | David Ferrer                                 | 2:6, 6:4, 7:6(1)                             |
| 2012 | Novak Đoković                                | Andy Murray                                  | 6:1, 7:6(4)                                  |
| 2011 | Novak Đoković                                | Rafael Nadal                                 | 4:6, 6:3, 7:6(4)                             |
| 2010 | Andy Roddick                                 | Tomáš Berdych                                | 7:5, 6:4                                     |
| 2009 | Andy Murray                                  | Novak Đoković                                | 6:2, 7:5                                     |
| 2008 | Nikołaj Dawydienko                           | Rafael Nadal                                 | 6:4, 6:2                                     |
| 2007 | Novak Đoković                                | Guillermo Cañas                              | 6:3, 6:2, 6:4                                |
| 2006 | Roger Federer                                | Ivan Ljubičić                                | 7:6(5), 7:6(4), 7:6(6)                       |
| 2005 | Roger Federer                                | Rafael Nadal                                 | 2:6, 6:7(4), 7:6(5), 6:3, 6:1                |
| 2004 | Andy Roddick                                 | Guillermo Coria                              | 6:7(6), 6:3, 6:1, krecz                      |
| 2003 | Andre Agassi                                 | Carlos Moyá                                  | 6:3, 6:3                                     |
| 2002 | Andre Agassi                                 | Roger Federer                                | 6:3, 6:3, 3:6, 6:4                           |
| 2001 | Andre Agassi                                 | Jan-Michael Gambill                          | 7:6(2), 6:1, 6:0                             |
| 2000 | Pete Sampras                                 | Gustavo Kuerten                              | 6:1, 6:7(2), 7:6(5), 7:6(8)                  |
| 1999 | Richard Krajicek                             | Sébastien Grosjean                           | 4:6, 6:1, 6:2, 7:5                           |
| 1998 | Marcelo Ríos                                 | Andre Agassi                                 | 7:5, 6:3, 6:4                                |
| 1997 | Thomas Muster                                | Sergi Bruguera                               | 7:6(6), 6:3, 6:1                             |
| 1996 | Andre Agassi                                 | Goran Ivanišević                             | 3:0 krecz                                    |
| 1995 | Andre Agassi                                 | Pete Sampras                                 | 3:6, 6:2, 7:6(3)                             |
| 1994 | Pete Sampras                                 | Andre Agassi                                 | 5:7, 6:3, 6:3                                |
| 1993 | Pete Sampras                                 | MaliVai Washington                           | 6:3, 6:2                                     |
| 1992 | Michael Chang                                | Alberto Mancini                              | 7:5, 7:5                                     |
| 1991 | Jim Courier                                  | David Wheaton                                | 4:6, 6:3, 6:4                                |
| 1990 | Andre Agassi                                 | Stefan Edberg                                | 6:1, 6:4, 0:6, 6:2                           |
| 1989 | Ivan Lendl                                   | Thomas Muster                                | walkower                                     |
| 1988 | Mats Wilander                                | Jimmy Connors                                | 6:4, 4:6, 6:4, 6:4                           |
| 1987 | Miloslav Mečíř                               | Ivan Lendl                                   | 7:5, 6:2, 7:5                                |
| 1986 | Ivan Lendl                                   | Mats Wilander                                | 3:6, 6:1, 7:6, 6:4                           |
| 1985 | Tim Mayotte                                  | Scott Davis                                  | 4:6, 4:6, 6:3, 6:2, 6:4                      |

### Gra podwójna mężczyzn
| Rok  | Mistrzowie                                   | Finaliści                                    | Wynik                                        |
| 2025 | Marcelo Arévalo Mate Pavić                   | Julian Cash Lloyd Glasspool                  | 7:6(3), 6:3                                  |
| 2024 | Rohan Bopanna Matthew Ebden                  | Ivan Dodig Austin Krajicek                   | 6:7(3), 6:3, 10–6                            |
| 2023 | Santiago González Édouard Roger-Vasselin     | Austin Krajicek Nicolas Mahut                | 7:6(4), 7:5                                  |
| 2022 | Hubert Hurkacz John Isner                    | Wesley Koolhof Neal Skupski                  | 7:6(5), 6:4                                  |
| 2021 | Nikola Mektić Mate Pavić                     | Daniel Evans Neal Skupski                    | 6:4, 6:4                                     |
| 2020 | Turniej anulowano z powodu pandemii COVID-19 | Turniej anulowano z powodu pandemii COVID-19 | Turniej anulowano z powodu pandemii COVID-19 |
| 2019 | Bob Bryan Mike Bryan                         | Wesley Koolhof Stefanos Tsitsipas            | 7:5, 7:6(8)                                  |
| 2018 | Bob Bryan Mike Bryan                         | Karen Chaczanow Andriej Rublow               | 4:6, 7:6(5), 10–4                            |
| 2017 | Łukasz Kubot Marcelo Melo                    | Nicholas Monroe Jack Sock                    | 7:5, 6:3                                     |
| 2016 | Pierre-Hugues Herbert Nicolas Mahut          | Raven Klaasen Rajeev Ram                     | 5:7, 6:1, 10–7                               |
| 2015 | Bob Bryan Mike Bryan                         | Vasek Pospisil Jack Sock                     | 6:3, 1:6, 10–8                               |
| 2014 | Bob Bryan Mike Bryan                         | Juan Sebastián Cabal Robert Farah            | 7:6(8), 6:4                                  |
| 2013 | Aisam-ul-Haq Qureshi Jean-Julien Rojer       | Mariusz Fyrstenberg Marcin Matkowski         | 6:4, 6:1                                     |
| 2012 | Mahesh Bhupathi Radek Štěpánek               | Maks Mirny Daniel Nestor                     | 3:6, 6:1, 10–8                               |
| 2011 | Mahesh Bhupathi Leander Paes                 | Maks Mirny Daniel Nestor                     | 6:7(5), 6:2, 10–5                            |
| 2010 | Lukáš Dlouhý Leander Paes                    | Mahesh Bhupathi Maks Mirny                   | 6:2, 7:5                                     |
| 2009 | Maks Mirny Andy Ram                          | Ashley Fisher Stephen Huss                   | 6:7(4), 6:2, 10–7                            |
| 2008 | Bob Bryan Mike Bryan                         | Mahesh Bhupathi Mark Knowles                 | 6:2, 6:2                                     |
| 2007 | Bob Bryan Mike Bryan                         | Leander Paes Martin Damm                     | 6:7(), 6:3, 10–7                             |
| 2006 | Jonas Björkman Maks Mirny                    | Bob Bryan Mike Bryan                         | 6:4, 6:4                                     |
| 2005 | Jonas Björkman Maks Mirny                    | Wayne Black Kevin Ullyett                    | 6:1, 6:2                                     |
| 2004 | Wayne Black Kevin Ullyett                    | Jonas Björkman Todd Woodbridge               | 6:2, 7:6(12)                                 |
| 2003 | Roger Federer Maks Mirny                     | Leander Paes David Rikl                      | 7:5, 6:3                                     |
| 2002 | Mark Knowles Daniel Nestor                   | Donald Johnson Jared Palmer                  | 6:3, 3:6, 6:1                                |
| 2001 | Jiří Novák David Rikl                        | Jonas Björkman Todd Woodbridge               | 7:5, 7:6(3)                                  |
| 2000 | Todd Woodbridge Mark Woodforde               | Martin Damm Dominik Hrbatý                   | 6:3, 6:4                                     |
| 1999 | Wayne Black Sandon Stolle                    | Boris Becker Jan-Michael Gambill             | 6:1, 6:1                                     |
| 1998 | Ellis Ferreira Rick Leach                    | Alex O’Brien Jonathan Stark                  | 6:2, 6:4                                     |
| 1997 | Todd Woodbridge Mark Woodforde               | Mark Knowles Daniel Nestor                   | 7:6, 7:6                                     |
| 1996 | Todd Woodbridge Mark Woodforde               | Ellis Ferreira Patrick Galbraith             | 6:1, 6:3                                     |
| 1995 | Todd Woodbridge Mark Woodforde               | Jim Grabb Patrick McEnroe                    | 6:3, 7:6                                     |
| 1994 | Jacco Eltingh Paul Haarhuis                  | Mark Knowles Jared Palmer                    | 7:6, 7:6                                     |
| 1993 | Richard Krajicek Jan Siemerink               | Patrick McEnroe Jonathan Stark               | 6:7, 6:4, 7:6                                |
| 1992 | Ken Flach Todd Witsken                       | Kent Kinnear Sven Salumaa                    | 6:4, 6:3                                     |
| 1991 | Wayne Ferreira Piet Norval                   | Ken Flach Robert Seguso                      | 5:7, 7:6, 6:2                                |
| 1990 | Rick Leach Jim Pugh                          | Boris Becker Cássio Motta                    | 6:4, 3:6, 6:3                                |
| 1989 | Jakob Hlasek Anders Järryd                   | Jim Grabb Patrick McEnroe                    | 6:3, krecz                                   |
| 1988 | John Fitzgerald Anders Järryd                | Ken Flach Robert Seguso                      | 7:6, 6:1, 7:5                                |
| 1987 | Paul Annacone Christo Van Rensburg           | Ken Flach Robert Seguso                      | 6:2, 6:4, 6:4                                |
| 1986 | Brad Gilbert Vincent Van Patten              | Stefan Edberg Anders Järryd                  | walkower                                     |
| 1985 | Paul Annacone Christo Van Rensburg           | Sherwood Stewart Kim Warwick                 | 7:5, 7:5, 6:4                                |

### Gra pojedyncza kobiet
| Rok  | Mistrzyni                                    | Finalistka                                   | Wynik                                        |
| 2025 | Aryna Sabalenka                              | Jessica Pegula                               | 7:5, 6:2                                     |
| 2024 | Danielle Collins                             | Jelena Rybakina                              | 7:5, 6:3                                     |
| 2023 | Petra Kvitová                                | Jelena Rybakina                              | 7:6(14), 6:2                                 |
| 2022 | Iga Świątek                                  | Naomi Ōsaka                                  | 6:4, 6:0                                     |
| 2021 | Ashleigh Barty                               | Bianca Andreescu                             | 6:3, 4:0 krecz                               |
| 2020 | Turniej anulowano z powodu pandemii COVID-19 | Turniej anulowano z powodu pandemii COVID-19 | Turniej anulowano z powodu pandemii COVID-19 |
| 2019 | Ashleigh Barty                               | Karolína Plíšková                            | 7:6(1), 6:3                                  |
| 2018 | Sloane Stephens                              | Jeļena Ostapenko                             | 7:6(5), 6:1                                  |
| 2017 | Johanna Konta                                | Caroline Wozniacki                           | 6:4, 6:3                                     |
| 2016 | Wiktoryja Azaranka                           | Swietłana Kuzniecowa                         | 6:3, 6:2                                     |
| 2015 | Serena Williams                              | Carla Suárez Navarro                         | 6:2, 6:0                                     |
| 2014 | Serena Williams                              | Li Na                                        | 7:5, 6:1                                     |
| 2013 | Serena Williams                              | Marija Szarapowa                             | 4:6, 6:3, 6:0                                |
| 2012 | Agnieszka Radwańska                          | Marija Szarapowa                             | 7:5, 6:4                                     |
| 2011 | Wiktoryja Azaranka                           | Marija Szarapowa                             | 6:1, 6:4                                     |
| 2010 | Kim Clijsters                                | Venus Williams                               | 6:2, 6:1                                     |
| 2009 | Wiktoryja Azaranka                           | Serena Williams                              | 6:3, 6:1                                     |
| 2008 | Serena Williams                              | Jelena Janković                              | 6:1, 5:7, 6:3                                |
| 2007 | Serena Williams                              | Justine Henin                                | 0:6, 7:5, 6:3                                |
| 2006 | Swietłana Kuzniecowa                         | Marija Szarapowa                             | 6:4, 6:3                                     |
| 2005 | Kim Clijsters                                | Marija Szarapowa                             | 6:3, 7:5                                     |
| 2004 | Serena Williams                              | Jelena Diemientjewa                          | 6:1, 6:1                                     |
| 2003 | Serena Williams                              | Jennifer Capriati                            | 4:6, 6:4, 6:1                                |
| 2002 | Serena Williams                              | Jennifer Capriati                            | 7:5, 7:6(4)                                  |
| 2001 | Venus Williams                               | Jennifer Capriati                            | 4:6, 6:1, 7:6(4)                             |
| 2000 | Martina Hingis                               | Lindsay Davenport                            | 6:3, 6:2                                     |
| 1999 | Venus Williams                               | Serena Williams                              | 6:1, 4:6, 6:4                                |
| 1998 | Venus Williams                               | Anna Kurnikowa                               | 2:6, 6:4, 6:1                                |
| 1997 | Martina Hingis                               | Monica Seles                                 | 6:2, 6:1                                     |
| 1996 | Steffi Graf                                  | Chanda Rubin                                 | 6:1, 6:3                                     |
| 1995 | Steffi Graf                                  | Kimiko Date-Krumm                            | 6:1, 6:4                                     |
| 1994 | Steffi Graf                                  | Natalla Zwierawa                             | 4:6, 6:1, 6:2                                |
| 1993 | Arantxa Sánchez Vicario                      | Steffi Graf                                  | 6:4, 3:6, 6:3                                |
| 1992 | Arantxa Sánchez Vicario                      | Gabriela Sabatini                            | 6:1, 6:4                                     |
| 1991 | Monica Seles                                 | Gabriela Sabatini                            | 6:3, 7:5                                     |
| 1990 | Monica Seles                                 | Judith Wiesner                               | 6:1, 6:2                                     |
| 1989 | Gabriela Sabatini                            | Chris Evert                                  | 6:1, 4:6, 6:2                                |
| 1988 | Steffi Graf                                  | Chris Evert                                  | 6:4, 6:4                                     |
| 1987 | Steffi Graf                                  | Chris Evert                                  | 6:1, 6:2                                     |
| 1986 | Chris Evert                                  | Steffi Graf                                  | 6:4, 6:2                                     |
| 1985 | Martina Navrátilová                          | Chris Evert                                  | 6:2, 6:4                                     |

### Gra podwójna kobiet
| Rok  | Mistrzynie                                   | Finalistki                                   | Wynik                                        |
| 2025 | Mirra Andriejewa Diana Sznajder              | Cristina Bucșa Miyu Katō                     | 6:3, 6:7(5), 10–2                            |
| 2024 | Bethanie Mattek-Sands Sofia Kenin            | Gabriela Dabrowski Erin Routliffe            | 4:6, 7:6(5), 11–9                            |
| 2023 | Coco Gauff Jessica Pegula                    | Leylah Fernandez Taylor Townsend             | 7:6(6), 6:2                                  |
| 2022 | Laura Siegemund Wiera Zwonariowa             | Wieronika Kudiermietowa Elise Mertens        | 7:6(3), 7:5                                  |
| 2021 | Shūko Aoyama Ena Shibahara                   | Hayley Carter Luisa Stefani                  | 6:2, 7:5                                     |
| 2020 | Turniej anulowano z powodu pandemii COVID-19 | Turniej anulowano z powodu pandemii COVID-19 | Turniej anulowano z powodu pandemii COVID-19 |
| 2019 | Elise Mertens Aryna Sabalenka                | Samantha Stosur Zhang Shuai                  | 7:6(5), 6:2                                  |
| 2018 | Ashleigh Barty Coco Vandeweghe               | Barbora Krejčíková Kateřina Siniaková        | 6:2, 6:1                                     |
| 2017 | Gabriela Dabrowski Xu Yifan                  | Sania Mirza Barbora Strýcová                 | 6:4, 6:3                                     |
| 2016 | Bethanie Mattek-Sands Lucie Šafářová         | Tímea Babos Jarosława Szwiedowa              | 6:3, 6:4                                     |
| 2015 | Martina Hingis Sania Mirza                   | Jekatierina Makarowa Jelena Wiesnina         | 7:5, 6:1                                     |
| 2014 | Martina Hingis Sabine Lisicki                | Jekatierina Makarowa Jelena Wiesnina         | 4:6, 6:4, 10–5                               |
| 2013 | Nadieżda Pietrowa Katarina Srebotnik         | Lisa Raymond Laura Robson                    | 6:1, 7:6(2)                                  |
| 2012 | Marija Kirilenko Nadieżda Pietrowa           | Sara Errani Roberta Vinci                    | 7:6(0), 4:6, 10–4                            |
| 2011 | Agnieszka Radwańska Daniela Hantuchová       | Nadieżda Pietrowa Liezel Huber               | 7:6(5), 2:6, 10–8                            |
| 2010 | Gisela Dulko Flavia Pennetta                 | Nadieżda Pietrowa Samantha Stosur            | 6:3, 4:6, 10–7                               |
| 2009 | Swietłana Kuzniecowa Amélie Mauresmo         | Květa Peschke Lisa Raymond                   | 4:6, 6:3, 10–3                               |
| 2008 | Katarina Srebotnik Ai Sugiyama               | Cara Black Liezel Huber                      | 7:5, 4:6, 10–3                               |
| 2007 | Lisa Raymond Samantha Stosur                 | Cara Black Liezel Huber                      | 6:4, 3:6, 10–2                               |
| 2006 | Lisa Raymond Samantha Stosur                 | Liezel Huber Martina Navrátilová             | 6:4, 7:5                                     |
| 2005 | Swietłana Kuzniecowa Alicia Molik            | Lisa Raymond Rennae Stubbs                   | 7:5, 6:7(5), 6:2                             |
| 2004 | Nadieżda Pietrowa Meghann Shaughnessy        | Swietłana Kuzniecowa Jelena Lichowcewa       | 6:2, 6:3                                     |
| 2003 | Liezel Huber Magdalena Maleewa               | Eleni Daniilidu Francesca Schiavone          | 3:6, 6:4, 6:2                                |
| 2002 | Lisa Raymond Rennae Stubbs                   | Virginia Ruano Pascual Paola Suárez          | 7:6(4), 6:7(4), 6:3                          |
| 2001 | Arantxa Sánchez Vicario Nathalie Tauziat     | Lisa Raymond Rennae Stubbs                   | 6:0, 6:4                                     |
| 2000 | Julie Halard-Decugis Ai Sugiyama             | Nicole Arendt Manon Bollegraf                | 4:6, 7:5, 6:4                                |
| 1999 | Martina Hingis Jana Novotná                  | Mary Joe Fernández Monica Seles              | 0:6, 6:4, 7:6(1)                             |
| 1998 | Martina Hingis Jana Novotná                  | Arantxa Sánchez Vicario Natalla Zwierawa     | 6:2, 3:6, 6:3                                |
| 1997 | Arantxa Sánchez Vicario Natalla Zwierawa     | Sabine Appelmans Miriam Oremans              | 6:4, 6:2                                     |
| 1996 | Jana Novotná Arantxa Sánchez Vicario         | Meredith McGrath Łarysa Neiland              | 6:4, 6:4                                     |
| 1995 | Jana Novotná Arantxa Sánchez Vicario         | Gigi Fernández Natalla Zwierawa              | 7:5, 2:6, 6:3                                |
| 1994 | Gigi Fernández Natalla Zwierawa              | Patty Fendick Meredith McGrath               | 6:3, 6:1                                     |
| 1993 | Łarysa Neiland Jana Novotná                  | Jill Hetherington Kathy Rinaldi Stunkel      | 6:2, 7:5                                     |
| 1992 | Arantxa Sánchez Vicario Łarysa Neiland       | Jill Hetherington Kathy Rinaldi Stunkel      | 7:5, 5:7, 6:3                                |
| 1991 | Mary Joe Fernández Zina Garrison             | Gigi Fernández Jana Novotná                  | 7:5, 6:2                                     |
| 1990 | Jana Novotná Helena Suková                   | Betsy Nagelsen Robin White                   | 6:4, 6:3                                     |
| 1989 | Jana Novotná Helena Suková                   | Gigi Fernández Lori McNeil                   | 7:6(5), 6:4                                  |
| 1988 | Steffi Graf Gabriela Sabatini                | Gigi Fernández Zina Garrison                 | 7:6(6), 6:3                                  |
| 1987 | Martina Navrátilová Pam Shriver              | Claudia Kohde-Kilsch Helena Suková           | 6:3, 7:6(6)                                  |
| 1986 | Pam Shriver Helena Suková                    | Chris Evert Wendy Turnbull                   | 6:2, 6:3                                     |
| 1985 | Martina Navrátilová Gigi Fernández           | Kathy Jordan Hana Mandlíková                 | 7:6(4), 6:2                                  |

### Gra mieszana
| Rok  | Mistrzowie                          | Finaliści                         | Wynik         |
| 1989 | Ken Flach Jill Hetherington         | Sherwood Stewart Zina Garrison    | 6:2, 7:6(3)   |
| 1988 | Michiel Schapers Ann Henricksson    | Jim Pugh Jana Novotná             | 6:4, 6:4      |
| 1987 | Miloslav Mečíř Jana Novotná         | Christo Van Rensburg Elna Reinach | 6:3, 3:6, 6:3 |
| 1986 | John Fitzgerald Elizabeth Smylie    | Emilio Sánchez Steffi Graf        | 6:4, 7:5      |
| 1985 | Heinz Günthardt Martina Navrátilová | Wojciech Fibak Carling Bassett    | 6:3, 6:4      |